# Pat Burke
Patrick (Pat) John Burke (Tullamore, Irlanda, 14 de diciembre de 1973) es un exjugador de baloncesto con doble nacionalidad irlandesa y estadounidense. Se convirtió en el primer jugador nacido en Irlanda que llegó a militar en dos equipos de la NBA, más concretamente en los Orlando Magic y en los Phoenix Suns.

## Trayectoria

### Clubes
| Club             | País           | Año         |
| ---------------- | -------------- | ----------- |
| Saski Baskonia   | España         | 1997 - 1998 |
| Panathinaikos BC | Grecia         | 1998 - 2001 |
| Maroussi BC      | Grecia         | 2001 - 2002 |
| Orlando Magic    | Estados Unidos | 2002 - 2003 |
| CB Gran Canaria  | España         | 2003 - 2004 |
| Real Madrid      | España         | 2004 - 2005 |
| Phoenix Suns     | Estados Unidos | 2005 - 2007 |
| BK Jimki         | Rusia          | 2007 - 2008 |
| Asseco Prokom    | Polonia        | 2008 - 2009 |

## Selección nacional
Burke representó a Irlanda internacionalmente, tanto en las Universiadas (1993 y 1995) como en los campeonatos europeos organizados por FIBA. 

## Palmarés
- Panathinaikos BC
  - Campeón A1 Ethniki: 1998-99, 1999-00, 2000-01.
  - Campeón Euroliga: 1999-00,  Euroliga.
- Real Madrid
  - Campeón Liga ACB: 2004-05.
- BK Jimki
  - Campeón Copa de Rusia: 2007-08.
- Asseco Prokom
  - Campeón Polska Liga Koszykówki: 2008-09.